# Collingham (Nottinghamshire)
Pour le village du Yorkshire de l'Ouest, voir Collingham (Yorkshire de l'Ouest).
Collingham est un village et une paroisse civile du Nottinghamshire, en Angleterre. Il est situé sur le fleuve Trent, près de la route principale A46, à une dizaine de kilomètres au nord-est de la ville de Newark-on-Trent. Administrativement, il relève du district de Newark and Sherwood. Au recensement de 2011, il comptait 2 738 habitants.

## Jumelages
- Villeneuve-sur-Yonne (France)